# Producer (serie televisiva)
Producer (프로듀사?, PeurodyusaLR, titolo internazionale The Producers) è una serie televisiva sudcoreana trasmessa su KBS2 dal 15 maggio al 20 giugno 2015.

## Trama
Il timido ventisettenne Baek Seung-chan viene assunto nel dipartimento dei varietà della KBS, dove ha presentato domanda di lavoro solo per stare accanto alla ragazza che gli piace. Contrariamente alle sue aspettative, però, viene assegnato allo staff di Ra Joon-mo, il produttore del varietà 1bam 2il, che sta affrontando un periodo di crisi e ha bisogno un cambiamento radicale per continuare a essere mandato in onda. Su suggerimento di Seung-chan, la nuova stagione del programma vede formarsi delle coppie di celebrità, tra le quali c'è anche la famosa cantante Cindy. Intanto, il ragazzo si ritrova a fare da confidente a un'altra produttrice, Tak Ye-jin, amica d'infanzia e coinquilina temporanea di Joon-mo, che si è innamorata di quest'ultimo.

## Personaggi

### Personaggi principali
- Baek Seung-chan, interpretato da Kim Soo-hyun e Park Sang-hun (da bambino)
Aspirante procuratore, ha cambiato carriera per via di una donna e ora è un aspirante produttore-regista. Timido e ingenuo, quando qualcuno gli fa un torto attua piccole vendette infantili.
- Ra Joon-mo, interpretato da Cha Tae-hyun, Chae Sang-woo (da adolescente) e Gil Jeong-woo (da bambino)
Un produttore esperto che lavora nel settore da dieci anni, nonostante si sia occupato di molti varietà nessuno di loro ha avuto particolare successo.
- Tak Ye-jin, interpretata da Gong Hyo-jin, Ha Seung-ri (da adolescente) e Lee Ji-won (da bambina)
Una produttrice televisiva che lavora nel settore da dieci anni, si occupa del varietà musicale Music Bank. Intelligente e forte di carattere, non lascia che gli altri sappiano ciò che pensa.
- Cindy, interpretata da IU e Park Seon (da bambina)
Una famosa cantante e celebrità  di 23 anni nel settore da dieci anni, quando debuttò con le Pinky4. È chiamata la "principessa di ghiaccio" per la sua faccia da poker e il controllo totale delle sue emozioni. Presuntuosa e scortese, è una maniaca dell'ordine e della pulizia.

### Personaggi ricorrenti
Famiglia Baek
- Baek Bo-sun, interpretato da Kim Jong-soo
Il padre di Seung-chan.
- Lee Hoo-nam, interpretata da Kim Hye-ok
La madre di Seung-chan, una ex maestra.
- Baek Jae-hee, interpretata da Park Hee-bon
La sorella maggiore di Seung-chan.
- Baek Young-chan, interpretato da Park Jong-hwan
Il fratello maggiore di Seung-chan.
- Baek Yoo-bin, interpretata da Choi Sun-young
La sorella minore di Seung-chan.
- Myung Ji-hoon, interpretato da Kang Shin-chul
Il marito di Jae-hee.

Reparto varietà della KBS
- Jang In-pyo, interpretato da Seo Ki-chul
Il direttore.
- Kim Tae-ho, interpretato da Park Hyuk-kwon
Il capo produttore.
- Kim Hong-soon, interpretato da Kim Jong-kook
PD di Open Concert.
- Go Yang-mi, interpretata da Ye Ji-won
La responsabile della segreteria.
- Son Ji-yeon, interpretata da Lee Chae-eun
La sceneggiatrice del varietà 1bam 2il.
- Wang Min-jung, interpretata da Ko Bo-gyeol
La sceneggiatrice più giovane di 1bam 2il.
- Ryu Il-yong, interpretato da Bae Yoo-ram
L'aiuto regista di 1bam 2il.
- Hyung-geun, interpretato da Shin Joo-hwan
L'aiuto regista di 1bam 2il.
- Kim Joon-bae, interpretato da Lee Joo-seung
Il regista di 1bam 2il.
- Addetta stampa di 1bam 2il, interpretata da Susanna Noh
- Kim Da-jung, interpretata da Kim Sun-ah
La sceneggiatrice più giovane di Music Bank.
- Aiuto regista di Music Bank, interpretato da Jang Seong-beom

Agenzia Byun Entertainment
- Byun Mi-sook, interpretata da Na Young-hee
L'amministratrice delegata, una donna fredda e calcolatrice.
- Tour manager di Cindy, interpretato da Choi Kwon
- Segretario Kim, interpretato da Jo Han-chul
Ex tour manager di Yuna.
- Jinie, interpretata da Janey
Una nuova cantante che la presidentessa Byun vuole lanciare al posto di Cindy.
- Yuna, interpretata da Na Hae-ryung
La stella della Byun Entertainment prima che arrivasse Cindy.
- Yu-ju, interpretata da Jo Seung-hee
Membro delle Pinky4.
- Christine, interpretata da Kim Soo-yeon
Membro delle Pinky4.
- Ha-neul, interpretata da Jung Mimi
Membro delle Pinky4.

Cast esteso
- Park Choon-bong, interpretato da Gi Ju-bong
Il presidente della KBS.
- Ra Choon-sik, interpretato da ?
Il padre di Joon-mo.
- Park Bong-soon, interpretata da Im Ye-jin
La madre di Joon-mo.
- Tak Suk-hwan, interpretato da ?
Il padre di Ye-jin.
- Kim Young-ok, interpretata da ?
La madre di Ye-jin.
- Tak Ye-joon, interpretato da Kim Hee-chan
Il fratello minore di Ye-jin.
- Figlia di Kim Tae-ho, interpretata da Jung Han-hee
- Moglie di Kim Tae-ho, interpretata da Yoon Yoo-sun
- Manager, interpretata da Ahn Se-ha
- Reporter Kang, interpretato da Lee Jeong-ho

### Guest star
- Shin Hae-joo, interpretata da Jo Yoon-hee (episodi 1-4)
Aiuto regista di Entertainment Weekly e primo amore di Seung-chan.
- Youn Yuh-jung (episodi 1-2)
- Hwang Shin-hye (episodi 1-2)
- Geum Bo-ra (episodi 1-2)
- Hyun Young (episodi 1-2)
- Girls' Generation-TTS (episodio 1)
- Shin Dong-yup (episodio 3)
- Lee Young-ja (episodio 3)
- Cultwo (episodio 3)
- You Hee-yeol (episodio 3)
- Yoon Jong-shin (episodio 3)
- Jo Jung-chi (episodio 3)
- Jun Hyun-moo (episodio 3)
- Hani (episodio 3)
- Nichkhun (episodio 3)
- Jackson Wang (episodio 3)
- Jo Kwon (episodio 3)
- Sunmi (episodio 3)
- Hong Kyung-min (episodio 3)
- Jang Hyun-sung, interpretato da Jang Hyuk (episodio 3)
Ex fidanzato di Ye-jin.
- Lee Min-chul, interpretato da Lee Chun-hee (episodio 3)
Ex fidanzato di Ye-jin.
- Park Jin-young (episodi 3-4)
- Sandara Park (episodi 4-5, 12)
- Minwoo dei Boyfriend (episodi 4-5, 12)
- Jisoo (delle Blackpink) (episodi 4-5, 12)
- Kang Seung-yoon (episodi 4-5, 10, 12)
- Kim Min-jae (episodi 4-5, 10, 12)
- Yoo Ho-jin (episodio 5)
- Lee Seung-gi (episodio 6)
- Norazo (episodio 6)
- Go Ara (episodio 8)
- K.Will (episodio 9)
- Park Bo-gum (episodio 9)
- Ryeowook (episodio 9)
- Monsta X (episodio 9)
- Anti-fan di Cindy, interpretato da Roy Kim (episodio 10)
- Anti-fan di Cindy, interpretato da Jung Joon-young (episodio 10)
- Fan avvocato di Cindy, interpretato da Seo Kyung-seok (episodio 10)
- Song Hae (episodio 12)
- Kim Saeng-min (episodio 12)

## Ascolti
| Episodio | Titolo tradotto | Data di trasmissione                        | Dati TNMS           | Dati TNMS                  | Dati AGB            | Dati AGB                   |
| Episodio | Titolo tradotto | Data di trasmissione                        | A livello nazionale | Area metropolitana di Seul | A livello nazionale | Area metropolitana di Seul |
| -------- | --------------- | ------------------------------------------- | ------------------- | -------------------------- | ------------------- | -------------------------- |
| 1        | 15 maggio 2015  | Il reparto varietà, involontariamente       | 10,5%               | 11,8%                      | 10,1%               | 10,5%                      |
| 2        | 16 maggio 2015  | Notizie di rinuncia, involontariamente      | 11,2%               | 12,3%                      | 10,3%               | 10,7%                      |
| 3        | 22 maggio 2015  | Fagiano invece di pollo, involontariamente  | 9,6%                | 10,8%                      | 10,2%               | 11,4%                      |
| 4        | 23 maggio 2015  | Comportarsi in quel modo, involontariamente | 11,5%               | 13,3%                      | 11,0%               | 11,3%                      |
| 5        | 29 maggio 2015  | Capire il montaggio                         | 10,8%               | 12,3%                      | 11,2%               | 12,0%                      |
| 6        | 30 maggio 2015  | Capire gli incidenti di trasmissione        | 12,8%               | 14,4%                      | 13,5%               | 14,5%                      |
| 7        | 5 giugno 2015   | Capire il gioco dei media                   | 11,8%               | 13,4%                      | 11,7%               | 12,3%                      |
| 8        | 6 giugno 2015   | Capire le battute d'amore                   | 13,8%               | 16,7%                      | 13,4%               | 13,7%                      |
| 9        | 12 giugno 2015  | Capire le prelazioni                        | 11,7%               | 13,3%                      | 12,6%               | 13,5%                      |
| 10       | 13 giugno 2015  | Capire le anteprime                         | 13,8%               | 15,6%                      | 14,6%               | 15,4%                      |
| 11       | 19 giugno 2015  | Capire gli indici d'ascolto                 | 13,3%               | 15,3%                      | 13,4%               | 14,5%                      |
| 12       | 20 giugno 2015  | Capire un programma a lunga durata          | 18,2%               | 20,4%                      | 17,7%               | 17,9%                      |
| Media    | Media           | Media                                       | 12,4%               | 14,1%                      | 12,5%               | 13,1%                      |
| Speciale | 26 giugno 2015  | Capire le NG                                | 6,1%                |                            | 5,5%                |                            |

## Colonna sonora
1. Love Begins With a Confession (사랑의 시작은 고백에서부터) – Kim Bum-soo
2. And... And (OST Ver.) (And... 그리고 (OST Ver.)) – Baek Ji-young
3. To Be With You – Kim Yun-woo
4. Darling (OST Ver.) (달링 (OST Ver.)) – Lee Seung-chul
5. The Two of Us (우리 둘) – ALi
6. Palpitations (두근두근) – Ben
7. Soul Mate (소울메이트) – Ki Hyun
8. If You Really Love Me (정말로 사랑했다면) – HAELL
9. Love Suite (러브스윗) – Solji delle EXID
10. Spring Snow (봄눈) – Lucid Fall
11. TV Show (OST Ver.) – Zitten
12. Zigzag Step (지그재그 스텝) – Jang Ji-won
13. Could We?
14. Way to Work
15. Reunion

Tracce aggiuntive dell'edizione speciale
1. You and I (너와 나) – Taru
2. Love Begins With a Confession (OST Ver.) (사랑의 시작은 고백에서부터) – Soul Cry
3. I Like You (나는 너 좋아) – Ki Hyun
4. Because of You (너 땜에) – Jung Kyul
5. Love Suite (러브스윗) – Heyne
6. Heart (마음) – IU
7. When Spring Comes (봄이 되면) – Choi Il-ho e Kim Jae-hyun
8. Like Star Coffee – Kang Mi-yun
9. Lolly
10. You're Mine – Choi Sung-ho
11. Truly
12. Way to Work (Piano Ver.) – Park Seung-joo
13. After a Long Time – Park Dong-il
14. Love, Precisely Love (사랑은 바로 LOVE)
15. One Fine Day
16. Your Love
17. Fishbowl
18. And... And (Inst.)
19. The Two of Us (Inst.)
20. Palpitations (Inst.)
21. Love Begins With A Confession (Inst.)
22. To Be With You (BGM) – Kim Hee-suk

## Riconoscimenti
| Anno | Premio             | Categoria                                                | Ricevente                   | Risultato       |
| ---- | ------------------ | -------------------------------------------------------- | --------------------------- | --------------- |
| 2015 | Korea Drama Awards | Daesang (Gran premio)                                    | Kim Soo-hyun                | Vincitore/trice |
| 2015 | Korea Drama Awards | Miglior drama                                            |                             | Candidato/a     |
| 2015 | Korea Drama Awards | Migliori registi di produzione                           | Seo Soo-min, Pyo Min-soo    | Vincitore/trice |
| 2015 | Korea Drama Awards | Premio all'eccellenza, attrice                           | IU                          | Candidato/a     |
| 2015 | Korea Drama Awards | Premio stella dell'hallyu                                | Kim Soo-hyun                | Vincitore/trice |
| 2015 | APAN Star Awards   | Daesang (Gran premio)                                    | Kim Soo-hyun                | Vincitore/trice |
| 2015 | APAN Star Awards   | Premio alla massima eccellenza, attrice in una miniserie | Gong Hyo-jin                | Candidato/a     |
| 2015 | APAN Star Awards   | Premio all'eccellenza, attrice in una miniserie          | IU                          | Candidato/a     |
| 2015 | KBS Drama Awards   | Daesang (Gran premio)                                    | Kim Soo-hyun                | Vincitore/trice |
| 2015 | KBS Drama Awards   | Premio all'eccellenza, attore in una miniserie           | Cha Tae-hyun                | Vincitore/trice |
| 2015 | KBS Drama Awards   | Premio degli internauti, attore                          | Kim Soo-hyun                | Vincitore/trice |
| 2015 | KBS Drama Awards   | Premio popolarità, attore                                | Kim Soo-hyun                | Candidato/a     |
| 2015 | KBS Drama Awards   | Premio popolarità, attrice                               | Gong Hyo-jin                | Candidato/a     |
| 2015 | KBS Drama Awards   | Premio popolarità, attrice                               | IU                          | Candidato/a     |
| 2015 | KBS Drama Awards   | Premio miglior coppia                                    | Cha Tae-hyun e Gong Hyo-jin | Vincitore/trice |
| 2015 | KBS Drama Awards   | Premio miglior coppia                                    | Kim Soo-hyun e Gong Hyo-jin | Vincitore/trice |
| 2015 | KBS Drama Awards   | Premio miglior coppia                                    | Kim Soo-hyun e IU           | Candidato/a     |

## Distribuzioni internazionali
| Paese     | Canale/i                       | Prima TV                         | Titolo adottato                              |
| --------- | ------------------------------ | -------------------------------- | -------------------------------------------- |
| Hong Kong | TVB Korean Drama               | 19 maggio 2015-24 giugno 2015    | 製作人們 (I produttori)                      |
| Hong Kong | TVB Window (versione doppiata) | 13 settembre-29 novembre 2015    | 製作人們 (I produttori)                      |
| Taiwan    | Star Chinese Channel           | 17 marzo-18 aprile 2016          | 製作人的那些事 (I produttori di quelle cose) |
| Filippine | GMA Network                    | 21 dicembre 2015-29 gennaio 2016 | The Producers (I produttori)                 |
| Filippine | GMA News TV                    | 11 luglio-12 agosto 2016         | The Producers (I produttori)                 |